# Silene glaucifolia
Silene glaucifolia là loài thực vật có hoa thuộc họ Cẩm chướng. Loài này được Lag. miêu tả khoa học đầu tiên năm 1805.